# Kaga-Bandoro
Kaga Bandoro är en prefekturhuvudort i Centralafrikanska republiken.   Den ligger i prefekturen Préfecture de la Nana-Grébizi, i den centrala delen av landet, 300 km norr om huvudstaden Bangui. Kaga Bandoro ligger 416 meter över havet och antalet invånare är 56 520.
Terrängen runt Kaga Bandoro är huvudsakligen platt. Kaga Bandoro ligger nere i en dal. Det finns inga andra samhällen i närheten. 
I omgivningarna runt Kaga Bandoro växer huvudsakligen savannskog. Runt Kaga Bandoro är det mycket glesbefolkat, med 7 invånare per kvadratkilometer.